# Soquemã ibne Ortoque
Soquemã ibne Ortoque ou Muinadim Soquemã (Muʿīn ad-Dīn Suqman; m. 1105) foi um bei turco da família dos ortóquidas a serviço do Império Seljúcida. Era senhor de Mardim e governador de Jerusalém, um ano antes de a cidade ser capturada pelos Cruzados.

## Vida
Soquemã sucedeu seu pai em 1091 como governador de Jerusalém sob a suserania de Tutuxe I, sultão seljúcida da Síria, que morreu em 1095. Então tornou-se vassalo de Raduano, emir de Alepo, por conta de seus domínios de Mardim e Hisne Caifa, e de Ducaque, emir de Damasco, por Jerusalém. O problema com essa dupla suserania é que os dois irmãos se odiavam, colocando Soquemã em uma posição incômoda no caso de um conflito. Em 1098, se juntou ao exército de Raduano, que tentou desalojar os cruzados que sitiavam Antioquia, mantida por Iagui Siã, mas o exército foi derrotado na frente da cidade em 9 de fevereiro de 1098. Em junho, se juntou pelo mesmo propósito no exército de Querboga, que chegou a Antioquia no dia seguinte à captura da cidade pelos Cruzados. Um segundo cerco começou, e a batalha entre cristãos e muçulmanos começou em 28 de junho, mas rapidamente se transformou em derrota para os muçulmanos. Soquemã e Janá Adaulá, emir de Homs, foram os dois últimos a permanecerem no campo de batalha, antes de terem que fugir.
Em 1098, aproveitando as dificuldades dos seljúcidas lutando com os Cruzados, o vizir fatímida Lavendálio atacou a Palestina e em julho de 1098 sitiou Jerusalém defendida por Soquemã e seu irmão Ilgazi. Em 26 de agosto de 1098, foram forçados a se render e entregar a cidade, mas puderam juntar-se livremente a Damasco. Soquemã se retirou para suas terras no norte da Síria, mas se viu perto do Condado de Edessa. Em 1097, o conde Balduíno I havia tomado a fortaleza de Saruje de Balaque, sobrinho de Soquemã, e este último tentou recuperá-la do conde Balduíno II em janeiro de 1101, mas foi derrotado por Balduíno.
Em 1102, vários chefes disputam a sucessão de Querboga, atabegue de Moçul, e Soquemã apoiou um deles, Muça. Este último foi salvo pela intervenção de Soquemã, mas foi morto pouco depois por Jequermixe. Jequermixe e Soquemã travaram uma dura luta até a primavera de 1104, quando o conde de Edessa Balduíno II, o príncipe de Antioquia Boemundo I, príncipe da Galileia Tancredo e o senhor de Turbessel Joscelino I uniram-se em Harã e planejaram marchar para Moçul e depois Baguedade. Jequermixe e Soquemã então fizeram uma aliança para lutar contra os invasores e os derrotaram em Harã em 7 de maio de 1104. Balduíno II e Joscelino I foram capturados, mas as querelas recomeçaram entre os dois líderes turcos e os impediram de explorar sua vitória. Facre Almulque ibne Amar, cádi de Trípoli, sitiado pelos francos de Raimundo IV, chamou Soquemã logo depois para ajudá-lo. O bei reuniu um exército e marchou, mas morre repentinamente de angina no início do ano 1105 em Palmira.